# Kylie Christmas: Snow Queen Edition
Kylie Christmas: Snow Queen Edition é a reedição do décimo terceiro álbum de estúdio e primeiro natalino da artista musical australiana Kylie Minogue, Kylie Christmas (2015). Foi lançado em 25 de novembro de 2016 em conjunto pela Parlophone. Lançado um ano após a versão original, apresenta seis faixas inéditas, incluindo uma parceria com o cantor Mika e covers de Coldplay e East 17. O relançamento exclui o DVD incluído na versão deluxe original do disco em 2015. Minogue também é citada como produtora executiva do CD, com as faixas sendo produzidas por Steve Anderson, Ash Howes, Richard "Biff" Stannard, Charles Pignone, Matt Prime e Stargate.
Após o seu lançamento, Snow Queen Edition recebeu opiniões divididas dos críticos profissionais de música, muitos dos quais complementaram o encaixe "perfeito" das novas faixas à lista de faixas original, bem como elogiaram as participações e descreveram o álbum como "intoxicante" e com um "clima festivo". No entanto, alguns viram o relançamento do disco como "desnecessário". No comercial, teve um desempenho baixo nas tabelas, entrando na 41.ª posição da UK Albums Chart e 30.ª na parada de álbuns da ARIA Charts. Ainda conseguiu as duzentas melhores posições em regiões como Irlanda, Escócia, Países Baixos, França e em ambas as regiões da Bélgica.
Seus dois singles, "At Christmas" e "Wonderful Christmastime", não entraram nas principais tabelas musicais europeias; no entanto, o segundo citado conseguiu a 23.ª posição da parada da Bélgica na região de Flanders. Como forma de promoção, a artista incluiu dois dias de concerto no Royal Albert Hall, bem como apresentações em programas de TV pela Europa e a adição da canção "Everybody's Free (To Feel Good)" em uma propaganda de Natal da farmácia britânica Boots.

## Antecedentes e promoção

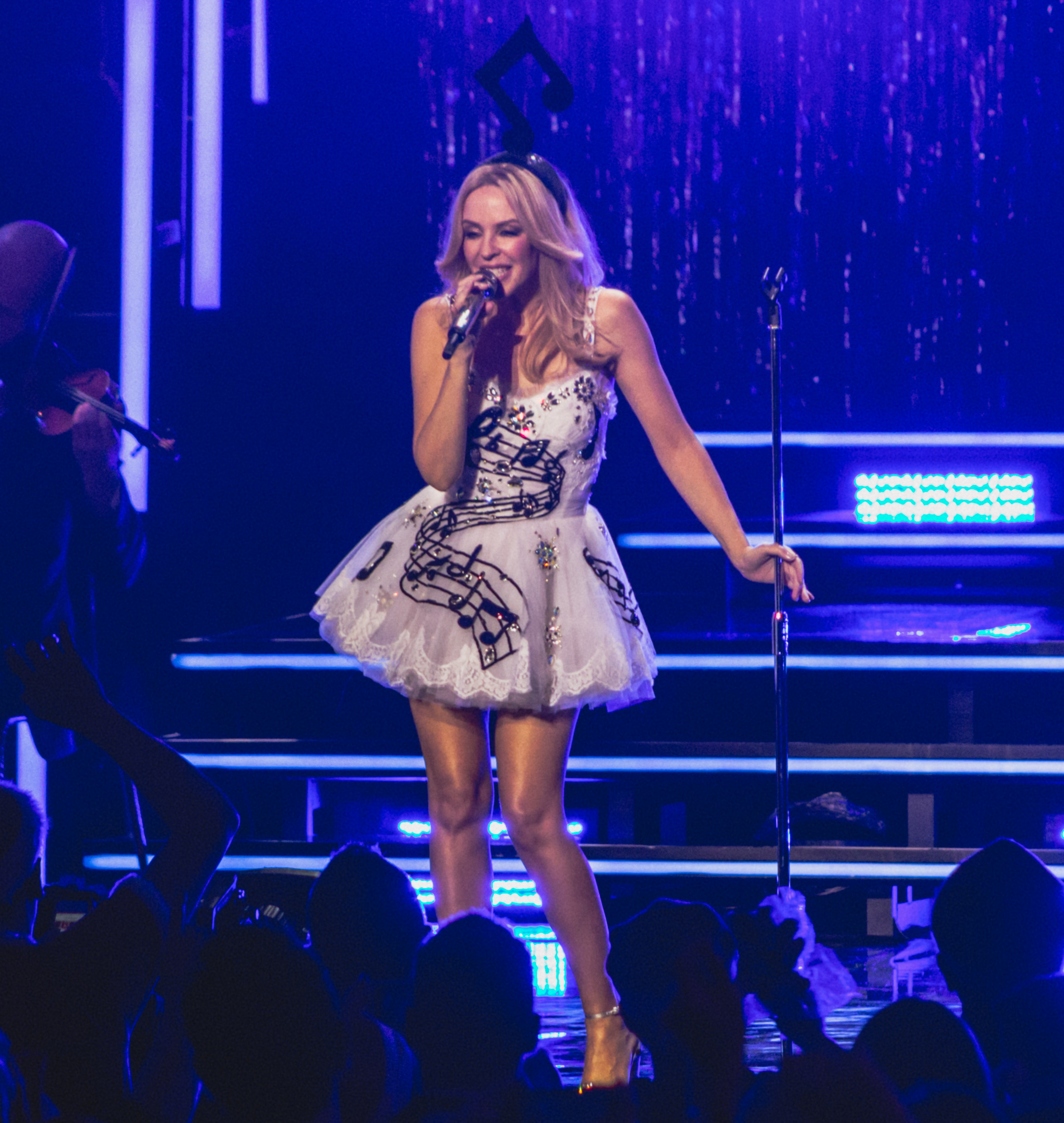
Minogue performando em um dos concertos feitos no Royal Albert Hall, no final de 2015.

Em julho de 2015, boatos estavam anunciando que Minogue poderia lançar um disco de natal no final daquele ano. O guitarrista e produtor americano Nile Rodgers e a irmã de artista, Dannii Minogue, foram relatados sobre estarem trabalhando no mesmo, enquanto o The Sun alegou que ela já havia gravado a "metade" do projeto. Em setembro de 2015, foi revelado que Minogue faria um dueto com James Corden em uma música, e posteriormente no começo de outubro de 2015, a artista anunciou o lançamento de Kylie Christmas. A capa do álbum e a lista de faixas foram reveladas, e também uma participação com Iggy Pop. No começo de novembro de 2016, foi anunciado o relançamento do disco, que teria seis faixas novas, incluindo uma parceria com o cantor britânico Mika, um cover da canção "Christmas Lights", originalmente performada pela banda Coldplay, e outro da canção "Stay Another Day", cantada por East 17. A capa foi divulgada no mesmo dia do anúncio, e mostra a artista em um vestido feito de ouropel segurando um picolé em forma de árvore de natal.
Para a divulgação do disco, a artista se apresentou no programa francês Quotiden, cantando a música "Night Fever" que é faixa bônus na versão física vendida pela loja Amazon do país. No dia 6 de dezembro de 2016, Minogue performou "At Christmas", "Can't Get You Out of My Head" e "Wonderful Christmastime" com Mika no programa italiano Stasera Casa Mika. Em 11 de dezembro, foram transmitidas duas performances, sendo uma da performance de "At Christmas" no The Jonathan Ross Show, e outra de "Everybody's Free (To Feel Good)" na final do The X Factor britânico; a faixa foi utilizada em um comercial de televisão da fármacia residente no mesmo país, Boots, que celebravam as mulheres que iriam trabalhar no dia de Natal. Em 16 de dezembro, Minogue cantou novamente "Night Fever" no programa Danse avec les stars, transmitido na França. Como divulgação, foram lançados dois singles do relançamento. O primeiro, "At Christmas", foi lançado em 22 de novembro de 2016 via download digital. Não entrou em nenhuma tabela musical, e com isso a gravadora lançou o cover de Minogue "Wonderful Christmastime", com participação do cantor Mika, em 9 de dezembro posterior nas rádios mainstream italianas. A canção conseguiu entrar na 23.ª posição da região de Flanders da Bélgica.

## Recepção crítica
| Críticas profissionais | Críticas profissionais |
| Avaliações da crítica  | Avaliações da crítica  |
| Fonte                  | Avaliação              |
| ---------------------- | ---------------------- |
| Entertainment Focus    | 5 de 5 estrelas.       |
| Renowned for Sound     | 2 de 5 estrelas.       |
| Auspop                 | 4 de 5 estrelas.       |

Pip Ellwood-Hughes, do site Entertainment Focus, avaliou que as novas faixas do disco "são sequenciadas em toda a lista de faixas original em vez de viradas para o final. Elas funcionam perfeitamente com as faixas originais e adicionam mais um pouco de alegria festiva". Ele também disse que o conteúdo em si é "corajoso, divertido e acampado". Da mesma maneira, um revisor do site Christmas.FM disse que o CD parecia um "álbum de grandes êxitos", e comentou que "a entrega suave [dos vocais] de Kylie em números mais sutis é verdadeiramente mágica", ainda afirmando que o disco era "infeccioso" e "completamente intoxicante".
David, revisor do site Auspop, comparou a instrumentação do disco com o The Abbey Road Sessions, um álbum orquestral lançado por Minogue em 2012, ainda elogiando a pouca utilização do auto-tune e a apresentação das "costeletas vocais" da artista. Ele afirmou que isto fazia do CD "um pouco nostálgico e um pouco moderno", dizendo que a produção do disco foi elaborada e que "esta qualidade é o que poupa algumas das trilhas de Natal mais usadas em excesso de desaparecer na obscuridade". No entanto, Michael Smith, de Renowned for Sound, comentou que o disco obtinha momentos "constrangedores" e que o conteúdo novo do álbum era "desnecessário" e uma "revisita preguiçosa de um álbum padrão que foi transformado em algo não muito melhor do que seu antecessor".

## Lista de faixas
| Edição padrão  |                                                     |                                                                 |                                        |         |  |
| N.º            | Título                                              | Compositor(es)                                                  | Produtor(s)                            | Duração |  |
| 1.             | "It's the Most Wonderful Time of the Year"          | Edward Pola George Wyle                                         | Steve Anderson                         | 2:44    |  |
| 2.             | "Santa Claus Is Coming to Town" (com Frank Sinatra) | John Frederick Coots Haven Gillespie                            | Charles Pignone Anderson               | 2:15    |  |
| 3.             | "Winter Wonderland"                                 | Felix Bernard Richard B. Smith                                  | Anderson                               | 1:53    |  |
| 4.             | "Only You" (com James Corden)                       | Vince Clarke                                                    | Anderson                               | 3:05    |  |
| 5.             | "Stay Another Day"                                  | Tony Mortimer Dominic Hawken Rob Kean                           | Anderson                               |         |  |
| 6.             | "Christmas Wrapping" (com Iggy Pop)                 | Chris Butler                                                    | Anderson                               | 5:05    |  |
| 7.             | "At Christmas"                                      | Peter Wallevik Daniel Davidsen Patrick Joseph Devine            | Wallevik Davidsen Erik J. Dubowsky [A] |         |  |
| 8.             | "I'm Gonna Be Warm This Winter"                     | Hank Hunter Mark Barkan                                         | Anderson                               | 2:29    |  |
| 9.             | "Every Day's Like Christmas"                        | Mikkel Eriksen Tor Erik Hermansen Chris Martin                  | Stargate Anderson [A]                  | 4:13    |  |
| 10.            | "Wonderful Christmastime" (com Mika)                | Paul McCartney                                                  | Anderson                               |         |  |
| 11.            | "100 Degrees" (com Dannii Minogue)                  | Kylie Minogue Biffco Ash Howes Biffco Richard Stannard Anderson | Howes Stannard Anderson                | 4:31    |  |
| 12.            | "Let It Snow"                                       | Sammy Cahn Jule Styne                                           | Anderson                               | 1:56    |  |
| 13.            | "I Wish It Could Be Christmas Everyday"             | Roy Wood                                                        | Anderson                               |         |  |
| 14.            | "White December"                                    | Minogue Karen Poole Matt Prime                                  | Prime                                  | 3:07    |  |
| 15.            | "2000 Miles"                                        | Chrissie Hynde                                                  | Anderson                               | 3:34    |  |
| 16.            | "Santa Baby"                                        | Joan Javits                                                     | Chong Lim Anderson                     | 3:22    |  |
| 17.            | "Christmas Isn't Christmas 'Til You Get Here"       | Minogue Anderson Poole                                          | Anderson                               | 3:03    |  |
| 18.            | "Have Yourself a Merry Little Christmas"            | Hugh Martin Ralph Blane                                         | Anderson                               | 3:22    |  |
| 19.            | "Oh Santa"                                          | Minogue Howes Stannard Anderson                                 | Howes Stannard Anderson                | 2:38    |  |
| 20.            | "Cried Out Christmas"                               | Minogue Poole Prime                                             | Prime                                  | 3:44    |  |
| 21.            | "Christmas Lights"                                  | Guy Berryman Jonny Buckland Will Champion C. Martin             | Anderson                               | 4:06    |  |
| 22.            | "Everybody's Free (To Feel Good)"                   | Nigel Swanston Tim Cox                                          | Anderson                               | 2:10    |  |
| Duração total: | Duração total:                                      | Duração total:                                                  | Duração total:                         | 72:39   |  |

| Faixa bônus da edição da Amazon francesa |                |                                    |                |         |  |
| N.º                                      | Título         | Compositor(es)                     | Produtor(s)    | Duração |  |
| 23.                                      | "Night Fever"  | Barry Gibb Robin Gibb Maurice Gibb |                | 3:15    |  |
| Duração total:                           | Duração total: | Duração total:                     | Duração total: | 72:39   |  |

A  - denota produtores vocais

## Desempenho nas tabelas musicais

### Posições
| Tabela musical (2016)                        | Melhor posição |
| -------------------------------------------- | -------------- |
| Austrália (ARIA)                             | 30             |
| Bélgica (Ultratop Flandres)                  | 106            |
| Bélgica (Ultratop Valônia)                   | 88             |
| Países Baixos (Dutch Charts)                 | 64             |
| França (SNEP)                                | 179            |
| Irlanda (IRMA)                               | 11             |
| Nova Zelândia (NZ Top 10 Heatseekers Albums) | 8              |
| Escócia (Official Scottish Albums)           | 42             |
| Reino Unido (Official Albums Chart)          | 41             |
| Reino Unido (UK Digital Albums)              | 31             |

## Histórico de lançamento
| Região | Data                   | Formato(s)                    | Gravadora                            |
| ------ | ---------------------- | ----------------------------- | ------------------------------------ |
| Mundo  | 25 de novembro de 2016 | CD download digital streaming | Parlophone Warner Music Warner Bros. |